# Сіверськодонецько-Лисичанська агломерація
Сіверськодонецько-Лисичанська агломерація, або Троєгра́д (також Світлогра́д, Менделє́євськ) — поліцентрична агломерація, розташована на берегах річки Сіверський Донець у західній частині Луганської області України. Вона складається з міст-ядер Сєвєродонецька, Лисичанська, Рубіжного та приміської зони тяжіння з низки містечок і селищ. Майже повністю збігається з Сєвєродонецьким районом.
Сіверськодонецько-Лисичанська агломерація є головним промисловим, транспортним, культурним, освітнім, адміністративним і політичним центром області.

## Історія

### Формування агломерації
У 1721 році в Лисичій Балці рудознавець Григорій Капустін відкрив перше в Російській імперії родовище кам'яного вугілля. У 1796 році в Лисичій Балці почав роботу перший на Донбасі кам'яновугільний рудник. В 1892 році тут розпочав роботу завод «Донсода» (у майбутньому «Лиссода»). Індустріальний регіон остаточно сформувався в 1937 році з будівництвом і здачею в експлуатацію Лисичанського азотно-тукового комбінату, який став найбільшим на той час хімічним комбінатом в СРСР і Європі (у майбутньому «Азот»). При комбінаті утворилось селище Лисхімстрой, що перетворилось потім на місто Сєвєродонецьк.
При будівництві хімічних підприємств агломерації використовували працю в'язнів, багато з яких потім тут осіли.
В період виникнення, у 1950-ті — 1960-ті роки, агломерація отримала назву Лисичансько-Рубіжанської — за двома тоді найбільшими містами. Попри те, що вже в 1960-х роках Сіверськодонецьк випередив Рубіжне, як за чисельністю населення, так і за обсягом виробленої промислової продукції, таке іменування зберігалося до Незалежності України. З 1990-х років і до економічної кризи у Лисичанську 2010—2012 років агломерацію називали Лисичансько-Сіверськодонецькою. Нині ж найбільшим за населенням містом агломерації та головним її промисловим центром є Сіверськодонецьк.
Через свою поліцентричність Сіверськодонецько-Лисичанська агломерація відома також як Троєград. Зокрема, таку назву носить спільне для трійки міст-ядер літературне об'єднання письменників.

### Російсько-українська війна

#### Окупація 2014 року
Влітку 2014 року Лисичанськ та Сіверськодонецьк були захоплені сепаратистами. Сепаратисти обладнали позиції на панівних висотах і встановили блокпости у населених пунктах. Ці міста стали ключовими в системі оборони так званої «ЛНР». 9 липня 2014 розпочалася загальновійськова операція українських сих. Українські батальйонно-тактичні групи 95-ї та 51-ї бригад та сили добровольчого батальйону «Донбас» узгоджено зайшли з різних сторін на околиці Лисичанська, взяли під контроль мости і виставили свої блок-пости. Оскільки сил для повного оточення Лисичанська не вистачало, місто звільняли поетапно. Противник чинив запеклий опір, однак не зміг зупинити наступ українських військ, і 24 липня міста були остаточно звільнені. Звільнення Лисичанська та Сіверськодонецька дозволило відновити контроль над кількома районами Луганської області, в результаті чого, коли наприкінці серпня на територію України вторглися регулярні російські війська, їм так і не вдалося здійснити прорив у глиб країни у цьому напрямку.
Агломерація стала найважливішим центром суспільного життя Луганської області. Перенесення в 2014 році обласної державної адміністрації та ряду інших обласних закладів у Сіверськодонецьк, зумовлене війною на Донбасі, дало поштовх для розвитку. У населені пункти Троєграду протягом наступних років переселилися десятки тисяч людей з окупованих територій, було перенесено низку виробництв і соціальних закладів.
Водночас під час активної фази бойових дій було зруйновано велику кількість об'єктів виробничої та соціальної інфраструктури, пошкоджено дороги, деякі поселення втратили значну частину свого населення. Околиці прифронтових поселень потребують розмінування.

#### Окупація 2022 року
Під час повномасштабної російської збройної агресії на території агломерації відбувались запеклі бої. Наприкінці травня 2022 року майже вся територія Луганської області була окупована російськими загарбниками. Єдиними вільними містами залишались Сіверськодонецьк та Лисичанськ.
Численні спроби оточити агломерацію чи навіть один лише Сіверськодонецьк зазнавали невдач і нарешті ворог був вимушений наступати на Сіверськодонецьк без його оточення, вступати у вуличні бої з захисниками міста.

## Склад та структура

Схема агломерації

Сіверськодонецько-Лисичанська агломерація має складну структуру та включає близько 47 населених пунктів, у тому числі 8 міст, 10 селищ міського типу.
Приміську зону агломерації формують такі населені пункти:
- підпорядковані Сєвєродонецькій міській громаді:
Воєводівка, Лісна Дача, Павлоград, Синецький, Борівське, Боброве, Осколонівка, Сиротине, Воронове, Метьолчине, Смолянинове, Новоохтирка, Олександрівка, Пурдівка;
- підпорядковані Лисичанській міській громаді:
Новодружеськ, Привілля; Вовчоярівка, Малорязанцеве, Білогорівка, Мирна Долина, Тополівка, Лисичанський, Рай-Олександрівка, Троїцьке, Устинівка, Шипилівка;
- підпорядковані Рубіжанській міській громаді:
Булгаківка, Варварівка, Голубівка, Затишне, Климівка, Крутеньке, Кудряшівка, Михайлівка, Півневе, Скаргівка, Пристине, Прогрес, Шевченко;
- належні до Сєвєродонецького району:
Гірське, Золоте, Кремінна, Стара Краснянка, Житлівка, Червонопопівка та інші.

Межі Сіверськодонецько-Лисичанської агломерації визначені з урахуванням одно-півторагодинної доступності населених пунктів до центрів агломерації, себто відстань до яких від Сіверськодонецька, Лисичанська та Рубіжного не перевищує 30 км.
Серед населених пунктів агломерації, окрім центрів-ядер, можна виділити три категорії:
- Супутники: Новодружеськ, Привілля, Гірське, Золоте, Кремінна.
Ці міста спеціалізовані на вугільній промисловості, є старопромисловими та монофункціональними, мають ознаки депресивності.
- Сателіти: Борівське, Сиротине, Воронове, Метьолкіне та інші.
- Контрмагніти: до своєї окупації Сокологірськ, нині немає.

Ряд населених пунктів агломерації (Гірське, Золоте) розташовані на так званій «лінії зіткнення» або «лінії розмежування», яка представляє собою буферну зону між підконтрольними Україні населеними пунктами та окупованими територіями. У цій зоні органи державної влади України здійснюють свої повноваження не у повному обсязі.

## Об'єднання в єдине місто
У 1960-ті — 1970-ті існував проєкт об'єднання міст агломерації в одне під назвою Менделєєв або Менделєєвськ. Сучасною пропонованою назвою для об'єднаного міста є Світлоград.
Питання щодо створення єдиного міста досі актуальне, оскільки вирішення ряду економічних проблем розвитку Сіверськодонецько-Лисичанської агломерації ускладнене законодавчою невизначеністю в Україні міської агломерації як адміністративно-територіальної одиниці. Поточна адміністративна роздробленість унеможливлює узгоджений комплексний розвиток.

## Площа
Площа Сіверськодонецько-Лисичанської агломерації складає 872 км², з них 357,4 км² знаходиться під населеними пунктами, у тому числі 187,36 км² — під містами обласного підпорядкування: Лисичанськом, Рубіжним та Сіверськодонецьком. Питома вага агломерації в площі Луганської області — 3,3 %.
Протяжність агломерації з північного заходу (с. Червонопопівка) на південний схід (селище Нижнє) складає 54 км; з північного сходу (с. Гузіївка) на південь (м. Золоте) — 48 км; із заходу (Лисичанський НПЗ, м. Лисичанськ) на схід (с. Новоохтирка Щастинського району) — 42 км.

## Населення
Нині Сіверськодонецько-Лисичанська агломерація має середню чисельність населення. Але в 1970 році вона була одним із найбільш густонаселених районів Донбасу. Густота населення сягала 462,1 люд/км² та перевищувала густоту області в 4,5 рази, а України — в 9 разів.
Чисельність населення з 1960 по 1981 рік збільшилась на 133,1 тис. (56 %). Основний приріст стався у період з 1959 по 1970 роки — на 98,3 тис. осіб (у Сіверськодонецьку на 56,7, а в Рубіжному на 23,2 тис. осіб).
За даними Всеукраїнського перепису населення, у межах агломерації станом на 2001 рік проживало 411 736 осіб, з них 392 905 осіб — у міських населених пунктах (95,4 % всього населення). У 2015 році міське населення агломерації складало 344,7 тис. осіб (15,6 % населення Луганської області). Себто за 2001—2015 роки чисельність міського населення агломерації зменшилася на 48 191 особу (темпи приросту населення склали -12,3 %).
Спостерігається масовий приплив внутрішньопереміщених осіб. Станом на 1 січня 2017 року на контрольованій українською владою території Луганської області мешкало 292 031 переселенців (17,7 % їхньої загальної кількості в Україні). Переважна їх більшість проживає в населених пунктах Сіверськодонецько-Лисичанської агломерації.

## Господарство
Сіверськодонецько-Лисичанська агломерація є поліфункціональною, однак при цьому велика частина поселень у її складі монофункціональні.

### Промисловість

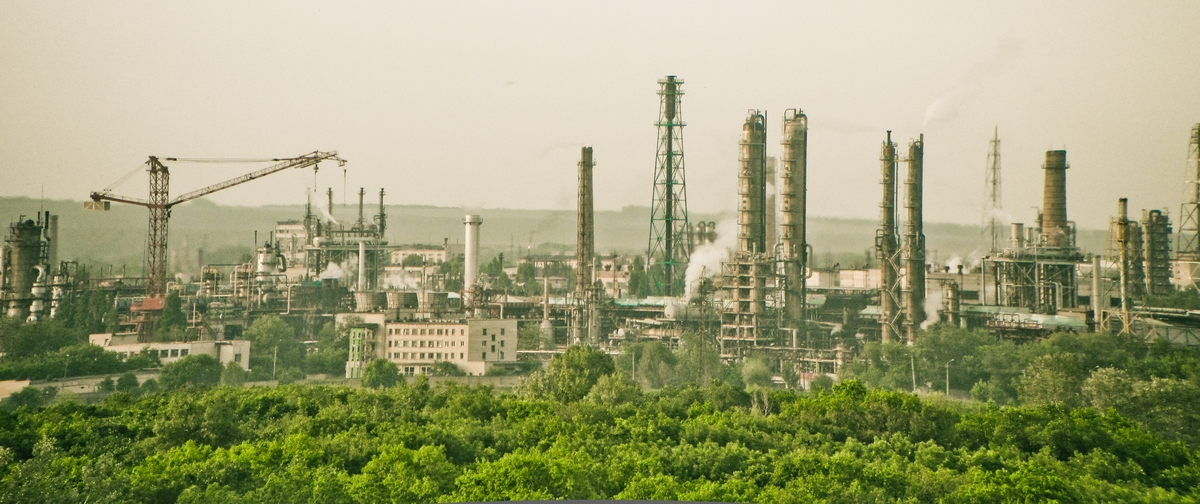
Сіверськодонецьке об'єднання «Азот».

Промислові центри (міста-ядра) і пункти (селища міського типу) формують Сіверськодонецько-Лисичанський промисловий вузол, що є складовою частиною Донецького промислового району.
Основними галузями промислової спеціалізації Сіверськодонецько-Лисичанської агломерації є хімічна, нафтопереробна, вугільна і машинобудівна.
У 1960—1970-ті роки тут функціонувало більше ста підприємств, а основна маса населення видобувала вугілля й працювала в хімічній промисловості.
У пострадянський період агломерація зазнала обвального скорочення промислового потенціалу. Особливо це стосується міста Лисичанськ, у якому впродовж 2010—2016 років об'єми реалізованої промислової продукції зменшилися в 16 разів. За 1991—2011 роки у Лисичанську було ліквідовано 6 шахт. У 2016 році в місті повноцінно працювала лише 1 шахта, ще 3 — у режимі відкачування шахтних вод. Наприкінці ХХ — на початку ХХІ століть були закриті всі 3 шахти у Кремінній, ще по 1 шахті — в Золотому та Тошківці.
Унаслідок окупації значної частини Донбасу та різкого скорочення зовнішньоекономічних зв'язків з Російською Федерацією зменшився ринок збуту для місцевих підприємств.
Хімічна та нафтохімічна промисловість, головна спеціалізація агломерації, перебуває в глибокій кризі.
Оскільки наразі Луганська область відокремлена від єдиної енергосистеми України, спостерігається нестача електроенергії для хімічного виробництва. Також у зв'язку зі зменшенням постачання з Росії гостро постала проблема сировини для виготовлення азотних добрив.
У 2020 році область була під'єднана до єдиної енергосистеми.[відсутнє в джерелі] Потужність «Азоту» була збільшена на 60%..

### Транспорт
Через міста агломерації переміщуються значні вантажні й пасажирські потоки, оскільки вони розташовані на перетині однієї регіональної (Р-66) і двох територіальних (Т-13-02 і Т-13-06) автомобільних доріг, важливих нафто- і газопроводів. До Сіверськодонецько-Лисичанської агломерації прямує нині єдина функціонуюча залізнична вітка, що зв'язує Луганщину з іншими регіонами та забезпечує транзит пасажирів. Водночас агломерація займає в країні периферійне положення та має досить слабке автомобільне сполучення з рештою України: через неї не проходить жодна міжнародна або національна автодорога.
У Сіверськодонецьку наявний міжнародний аеропорт, проте він не працює.
Річка Сіверський Донець, що протікає через агломерацію, несуднохідна і транспортного значення не має.
Сіверськодонецьк і Лисичанськ з'єднані Пролетарським мостом. У минулому планувалося запустити тролейбусний маршрут, що проходив би через нього і сполучав би міста.

### Освіта та наука
У агломерації функціюють науково-дослідні та вищі навчальні заклади. Протягом 2014—2015 років у агломерацію перемістилася половина вузів Луганська: Східноукраїнський національний університет імені Володимира Даля та Луганський державний університет внутрішніх справ імені Едуарда Дідоренка були переведені до Сіверськодонецька, а Луганський державний медичний університет переїхав до Рубіжного.

## Екологія
Високий рівень розвитку промисловості обумовлює значне забруднення навколишнього середовища. Закриття великої кількості промислових підприємств знизило антропогенний тиск на довкілля. Проте одночасно з'явилися нові екологічні проблеми техногенного характеру, пов'язані з неналежним виконанням технічних проєктів закриття вугледобувних підприємств.
Нехтування в ході закриття шахт вимогами техногенної та екологічної безпеки створило загрозу зміни якості підземних й поверхневих вод, створило небезпеку підтоплення й заболочування територій, засолення та забруднення річок, просідання земної поверхні тощо. Гострими є проблеми підтоплення територій закритих шахт та з відходами гірничих підприємств, присутній дисбаланс між відпрацьованими та рекультивованими землями на гірничодобувних підприємствах.